# Złota kolekcja: Dotyk
Złota kolekcja: Dotyk – pierwsza w dorobku Edyty Górniak płyta z największymi przebojami wydana w roku 2004. Jest częścią cyklu wydawanego przez Pomaton EMI Złota kolekcja. W 2010 roku kompilacja została uaktualniona o dwa kolejne przeboje, „List” i „To nie tak jak myślisz” oraz unikatową piosenkę „Never Will I” odrzuconą z jej pierwszego zagranicznego albumu. Z reedycji usunięto jednak przeboje „Kolorowy wiatr” oraz „Hunting High & Low” (live).

## Lista utworów
Utwory, które ukazały się w reedycji płyty, mającej swoją premierę 16 listopada 2010 roku.

### Wydanie z 2010 roku
1. „Dotyk” – 4:25
2. „Kasztany” – 5:28
3. „Jestem kobietą” – 4:10
4. „To nie ja [Live]” – 3:11
5. „Nie opuszczaj mnie” – 4:27
6. „Dumka na dwa serca” – 4:15
7. „Hope For Us” – 4:16
8. „Litania” – 4:21
9. „Anything” – 3:57
10. „One & One” – 3:37
11. „When You Come Back To Me” – 4:06
12. „Never Will I” – 4:07
13. „Stop [Live]” – 4:29
14. „Nie proszę o więcej” – 4:04
15. „Jak najdalej –  04:30
16. „Impossible” – 4:15
17. „List” – 4:30
18. „To nie tak jak myślisz” – 2:48

### Wydanie z 2004 roku
Utwory, które ukazały się w pierwotnej wersji płyty, mającej swoją premierę 20 marca 2004 roku.
1. „Dotyk” – 4:25
2. „Kasztany” – 5:30
3. „Jestem kobietą” – 4:12
4. „To nie ja [Live]” – 3:11
5. „Nie opuszczaj mnie” – 4:29
6. „Dumka na dwa serca” – 4:18
7. „Kolorowy wiatr” – 3:35
8. „Hope For Us” – 4:18
9. „Litania” – 4:23
10. „Anything” – 3:59
11. „One & One” – 3:39
12. „When You Come Back To Me” – 4:08
13. „Stop [Live]” – 4:29
14. „Hunting High & Low [Live]” – 4:03
15. „Nie proszę o więcej” – 4:07
16. „Jak najdalej” – 4:34
17. „Impossible” – 4:15